# Za, za, za
Za, za, za es un álbum de estudio lanzado en 2004 por el grupo mexicano Grupo Climax. Este álbum se convirtió en su primer número uno en el Billboard Top Latin Albums. La canción "El Za, za, za" contiene muestras de El Cepillo, de Fulanito.

## Canciones
| N.º | Título                                              | Duración |  |
| 1.  | «El Za, za, za (Mesa que más aplauda)»              | 4:47     |  |
| 2.  | «El baile de la tortuga y el caimán»                | 3:23     |  |
| 3.  | «La bamba cascabelera»                              | 3:23     |  |
| 4.  | «Mueve tu cuerpo»                                   | 3:48     |  |
| 5.  | «Entre él y yo»                                     | 3:18     |  |
| 6.  | «Himno climax»                                      | 2:37     |  |
| 7.  | «Cumbia con sabor»                                  | 3:43     |  |
| 8.  | «Bienvenidos»                                       | 3:07     |  |
| 9.  | «El chupi chupi»                                    | 3:01     |  |
| 10. | «Toda la noche»                                     | 3:35     |  |
| 11. | «El Za, za, za (Mesa que más aplauda) [radio edit]» | 4:04     |  |
| 12. | «El Za, za, za (Mesa que más aplauda) [rémix]»      | 6:38     |  |

## Intérpretes
Los intérpretes y personas integrados en la producción del álbum fueron:
- Óscar Atilano fuentes - Productor
- Rex Navarrete - Arreglista
- César Martínez - Acordeón
- Juan Muro - Dirección de Arte, mezcla